# Ekins Island
Ekins Island – jedna z sześciu wysp Zatoki Norweskiej, w Kanadzie.